# ماجراهای فورد فرلین
ماجراهای فورد فیرلین (به انگلیسی: The Adventures of Ford Fairlane) یک فیلم اکشن-کمدی معمایی آمریکایی محصول سال ۱۹۹۰ به کارگردانی رنی هارلین و نویسندگی دیوید آرنوت، جیمز کیپ و دنیل واترز بر اساس داستانی از آرنوت و کپ است. در این فیلم کمدین اندرو دایس کلی به عنوان شخصیت اصلی، فورد فیرلین، یک کارآگاه راک اند رول، بازی می‌کند. فورد وفادار به نام خود، در این فیلم با یک فورد فیرلن ۵۰۰ اسکای لاینر مدل ۱۹۵۷ رانندگی می‌کند.
اصلی فیلم توسط نویسنده رکس وینر در مجموعه‌ای از داستان‌ها خلق شد که به‌صورت سریال‌های هفتگی در سال‌های ۱۹۷۹ تا ۱۹۸۰ توسط نیویورک راکر و هفته‌نامه لس‌آنجلس منتشر شد. داستان‌ها به‌صورت کتابی توسط Rare Bird Books در ژوئیه ۲۰۱۸ منتشر شد. دی سی کامیکس یک مینی سریال پیش‌درآمد به همین نام تولید کرد. این فیلم هم یک شکست تجاری و هم از نظر انتقادی بود و جایزه تمشک طلایی بدترین فیلم را دریافت کرد.

## بازخوردها
این فیلم پس از اکران عموماً نقدهای منفی دریافت کرد. وب‌سایت جمع‌آوری بازبینی راتن تومیتوز، بر اساس ۳۲ بررسی، رتبه‌بندی تأیید ۲۵ درصد را با میانگین امتیاز ۴٫۳ از ۱۰ گزارش می‌کند. در متاکریتیک، این فیلم بر اساس ۱۳ منتقد دارای امتیاز ۲۴ از ۱۰۰ است که نشان‌دهنده «بررسی‌های عموماً نامطلوب» است. تماشاگرانی که توسط سینماسکور مورد بررسی قرار گرفتند به فیلم نمره "B" در مقیاس A+ تا F دادند.